# 2018 AG37
2018 AG37 ist ein transneptunisches Objekt, welches nach Schätzungen derzeit 140 AE (21 Milliarden km) von der Sonne entfernt ist. Das Objekt wurde im Januar 2018 abgebildet und am 21. Februar 2019 in einer Pressemitteilung von den Astronomen Scott S. Sheppard, David J. Tholen und Chad Trujillo bekanntgegeben, die eigentlich auf der Suche nach dem hypothetischen Planet 9 waren.

## Inoffizielle Benennung
Der Asteroid wurde von Scott S. Sheppard inoffiziell FarFarOut genannt, in Anlehnung an den inoffiziellen Namen FarOut des Objektes 2018 VG18, da dieses Objekt durch die Entdeckung von 2018 AG37 als das entfernteste aller bis dahin entdeckten Objekte des Sonnensystems abgelöst wurde.